# Владиславово (Плонський повіт)
Владиславово (пол. Władysławowo) — село в Польщі, у гміні Нове Място Плонського повіту Мазовецького воєводства.
Населення — 100 осіб (2011).
У 1975-1998 роках село належало до Цехановського воєводства.

## Демографія
Демографічна структура станом на 31 березня 2011 року:
|          | Загалом | Допрацездатний вік | Працездатний вік | Постпрацездатний вік |
| -------- | ------- | ------------------ | ---------------- | -------------------- |
| Чоловіки | 55      | 8                  | 39               | 8                    |
| Жінки    | 45      | 8                  | 24               | 13                   |
| Разом    | 100     | 16                 | 63               | 21                   |